# Бриджстоун-арена
Бриджстоун-арена (англ. Bridgestone Arena) — многофункциональная арена в деловом центре Нэшвилла, штат Теннеси, построенная в 1996 году. Домашняя арена клуба Национальной хоккейной лиги «Нэшвилл Предаторз».

## Названия
1. Нэшвилл-арена (1996—1999, 2007)
2. Гэйлорд Энтертэймент-центр (1999—2007)
3. Соммет-центр (2007—2010)
4. Бриджстоун-арена (2010 — настоящее время)

## Вместимость
- Баскетбол: 19 395
- Хоккей: 17 159
- Концерт: 19 891
- Театр: 5 145

## Награды и номинации
«Бриджстоун-арена» номинировалась четыре раза на премию «Pollstar Concert Industry Venue of the Year» в 1998, 1999, 2000 и 2007 годах.